# BEAUTIFUL DEFORMITY
『BEAUTIFUL DEFORMITY』（ビューティフル・ディフォーミティ）は、the GazettEの7枚目のオリジナルアルバム。2013年10月23日にSony Music Recordsから発売された。

## 概要
前作『DIVISION』から1年ぶりとなるthe GazettE7枚目のオリジナルアルバム。初回限定盤と通常盤の2パターンでの発売。初回盤は超豪華「BEAUTIFUL DEFORMITY 3-DIMENSIONAL PACKAGE」仕様、メンバーオリジナルPHOTOを含む、30枚に及ぶポスター型セパレートリリックカード封入、CD＋DVD2枚組で、通常盤はCDのみの仕様になっている。初回盤のDVDには、『MALFORMED BOX』と『INSIDE BEAST』のPVを収録。初めて全員の原曲が入ったアルバムである。

## 収録曲
CD
1. MALFORMED BOX
RUKI原曲。SE
2. INSIDE BEAST
RUKI原曲。
3. UNTIL IT BURNS OUT
RUKI原曲。
4. DEVOURING ONE ANOTHER
葵原曲
5. FADELESS
RUKI原曲。21stシングル。
6. REDO
戒原曲
7. LAST HEAVEN
RUKI原曲。後にMVが製作された
8. LOSS
麗原曲。
9. THE STUPID TINY INSECT
麗原曲。
10. IN BLOSSOM
葵原曲。
11. 鴉
REITA原曲。
12. 黒く澄んだ空と残骸と片翅
RUKI原曲
13. TO DAZZLING DARKNESS
麗原曲。後にMVが製作された。
14. CODA
麗原曲。

(DVD (初回限定盤のみ) )
- MALFORMED BOX
- INSIDE BEAST